# Tonicvand
Tonicvand er en bitter sodavand, opfundet af britiske kolonister i Indien. De drak tonicvand for at undgå malaria, da tonicvand indeholder kinin, som har en beskyttende effekt mod malaria. I nutiden er tonicvands kininindhold lavere. I dag bruges tonicvand til drinks (bl.a. gin og tonic). Et førende mærke i Danmark er Schweppes.